# Бычихинский сельсовет
Бычи́хинский сельсовет — административная единица на территории Городокского района Витебской области Беларуси. В январе 2014 года к сельсовету были присоединены населённые пункты упразднённого Гуркинского сельсовета.

## История
Бычихинский сельсовет был образован 16 сентября 1960 года с административным центром деревня Бычиха.
В начале июля 1941 года территория сельсовета была захвачена немецко-фашистскими войсками и освобождена 16 декабря 1943 года. Звания Герой Советского Союза получили: Николай Рудык, Иван Антонов, Иван Крючков, Виктор Шашков,Николай Забродин, Яков Неумоев.
4 сентября 2014 года 8 населённых пунктов Бычихинского сельсовета (агрогородок Лесогорская и деревни Авдейково, Кайки, Местечко, Панкры, Студёнка, Сурмино, Ткачи) вошли в состав Езерищенского сельсовета.
Решением Городокского районного Совета депутатов от 24 сентября 2021 г. № 198 «О некоторых вопросах административно-территориального устройства Городокского района» упразднена деревня Бурдыки Бычихинского сельсовета.

## Состав
Бычихинский сельсовет включает 38 населённых пунктов:
- Андреенки — деревня
- Аскерино — деревня
- Бодякино — деревня
- Быки — деревня
- Бычиха — агрогородок
- Гари — деревня
- Грибачи — деревня
- Гурки — деревня
- Дрожаки — деревня
- Загоряне — деревня
- Зарница — посёлок
- Каверзино — деревня
- Кленовка — деревня
- Клюшово — деревня
- Ковалёво — деревня
- Козлово — деревня
- Коленьково — деревня
- Кошкино — деревня
- Кузьмино — деревня
- Кузюрёнки — деревня
- Куриленки — деревня
- Лахи — деревня
- Льнозавод — деревня
- Малашенки — деревня
- Меховое — деревня
- Орехово — деревня
- Осетки — деревня
- Первомайка — деревня
- Петрово — деревня
- Прудок — деревня
- Рослые — деревня
- Светлые — деревня
- Ситино — деревня
- Слободка — деревня
- Смородник — деревня
- Терехи — деревня
- Хвошно — деревня
- Шаврово — деревня

Упразднённые населённые пункты:
- Трубино — деревня
- Горелыши — деревня
- Горново — деревня
- Горяне — деревня, упразднена в 2017 году[5]
- Немцево — деревня
- Окуни — деревня[6]
- Трубачёво — деревня
- Бурдыки — деревня